# Edson Tortolero
Edson Argenis Tortolero Román (Caracas, Distrito Capital, Venezuela; 27 de agosto de 1971) es un exfutbolista y entrenador venezolano que actualmente dirige a la Fundación AIFI de la Segunda División de Venezuela.
Jugaba como centrocampista y su último equipo fue el Aragua Fútbol Club de la Primera División de Venezuela. Jugó un total de 38 partidos entre 1993 y 2006 con la Selección de fútbol de Venezuela. Es hijo del también exfutbolista Argenis Tortolero, y padre de Edson Alejandro Tortolero.

## Trayectoria
Debutó a los 18 años para el Minervén de su país. A pesar de su juventud, fue una pieza fundamental en la volante en los 6 años que jugó en el club. Tras dejar el Minervén, siguió paseando su fútbol en varios clubes venezolanos hasta el final de su carrera, con un paréntesis entre el 2001-2002, periodo en que jugó para el Querétaro de México.

## Selección nacional
Tortolero fue internacional para Venezuela en el periodo 1994-2006.
Su primer gol fue en las eliminatorias al Mundial de Francia 1998, cuando marcó el descuento en la derrota de la "Vinotinto" por 6-1 contra Bolivia en La Paz.
Actuó en 38 partidos y convirtió 3 goles: 2 en eliminatorias y 1 en amistosos.

## Clubes
| Club                     | País      | Año       |
| ------------------------ | --------- | --------- |
| Minervén                 | Venezuela | 1988-1994 |
| Mineros de Guayana       | Venezuela | 1994-1995 |
| Minervén                 | Venezuela | 1995-1997 |
| Atlético Zulia           | Venezuela | 1997      |
| Minervén                 | Venezuela | 1998      |
| Universidad de Los Andes | Venezuela | 1998-1999 |
| Deportivo Táchira        | Venezuela | 1999-2000 |
| Querétaro                | México    | 2000-2001 |
| Deportivo Italchacao     | Venezuela | 2002      |
| Carabobo FC              | Venezuela | 2002      |
| Deportivo Táchira        | Venezuela | 2003      |
| Trujillanos FC           | Venezuela | 2004      |
| Carabobo FC              | Venezuela | 2005      |
| Aragua FC                | Venezuela | 2006      |